# 헨리 쿠럼프
헨리 쿠럼프(Henry Crumpe)(fl.1380-1401)는 아일랜드계 영국의 성직자이다.

## 생애
쿠럼프는 아일랜드 출신의 옥스포드를 기반했던 성직자이다. 그는  통치에 대한 존 위클리프의 견해에 반대하는 설교를 썼다. 그럼에도 그가 후에 위클리프와 성만찬 견해가 너무 가깝다고 간주되어 교회에 의해 정죄되었다. 그는 위클리프의 추정자 즉 롤라드로 이름이 붙혀졌다. 그가 아일랜드로 돌아온 후 1401년 교황이 그가 탁발수도사에 대한 설교를 하지 못하게도록 금지시켰다.

## 작품
- Determinaciones scholasticae
- Contra religiosos mendicantes
- Contra objecta